# Kim Hawthorne
Kimberly Hawthorne, detta Kim (Jersey City, 19 febbraio 1968), è un'attrice e doppiatrice statunitense.

## Filmografia parziale

### Attrice

#### Cinema
- Drop Squad, regia di David C. Johnson (1994)
- La rapina (3000 Miles to Graceland), regia di Demian Lichtenstein (2001)
- Spot - Supercane anticrimine (See Spot Run), regia di John Whitesell (2001)
- Nella morsa del ragno - Along Came a Spider (Along Came a Spider), regia di Lee Tamahori (2001)
- The Chronicles of Riddick, regia di David Twohy (2004)
- Fugitives Run, regia di Philip Spink (2005)
- Broken Kingdom, regia di Daniel Gillies (2012)
- Quello che so sull'amore (Playing for Keeps), regia di Gabriele Muccino (2012)

#### Televisione
- L'ispettore Tibbs (In the Heat of the Night) - serie TV, 3 episodi (1991-1994)
- Io volerò via (I'll Fly Away) - serie TV, 1 episodio (1992)
- La valle dei pini (All My Children) - serie TV, 5 episodi (1994-1995)
- Millennium – serie TV, 2 episodi (1996-1999)
- Destini (Another World) - 27 episodi (1997)
- Casa e chiesa (Soul Man) - serie TV, episodio 2x12 (1998)
- Cosby - serie TV episodio 3x05 (1998)
- Night Man – serie TV, 1 episodio (1998)
- Beggars and Chooser - serie TV, 1 episodio (1999)
- First Wave – serie TV, 1 episodio (1999)
- Oltre i limiti (The Outer Limits) - serie TV episodio 5x15 (1999)
- Oltre la maschera (Behind the Mask), regia di Tom McLoughlin – film TV (1999)
- The Wonder Cabinet, regia di Ralph Hemecker – film TV (1999)
- Dark Angel – serie TV, 21 episodi (2000-2001)
- Da Vinci's Inquest - serie TV, 44 episodi (2000-2005)
- Le visioni di Donielle (A Vision of Murder: The Story of Donielle), regia di Donald Wrye - film TV (2000)
- L'ultimo verdetto (Deadlocked), regia di Michael W. Watkins – film TV (2000)
- Stargate SG-1 - serie TV, episodio 4x10 (2000)
- Andromeda - serie TV, 2 episodi (2001-2004)
- Il viaggio dell'unicorno (Voyage of the Unicorn) – miniserie TV (2001)
- Mysterious Ways – serie TV, 1 episodio (2001)
- Night Visions (Night Visions) – serie TV, 2 episodi (2001)
- Breaking News - serie TV, 13 episodi (2002)
- John Doe - serie TV, 1 episodio (2002)
- Just Cause – serie TV, episodio 1x04 (2002)
- The Twilight Zone – serie TV, 1 episodio 1x16 (2002)
- Il settimo è quello giusto (Lucky 7) - film TV (2003)
- Jeremiah - serie TV, 8 episodi (2002-2003)
- Catastrofe dal cielo (Lightning: Bolts of Destruction) - film TV (2003)
- The L Word – serie TV, 2 episodi (2004)
- Magnitudo 10.5 (10.5) - miniserie TV (2004)
- Una donna alla Casa Bianca (Commander in Chief) – serie TV, 2 episodi (2005)
- Assassinio al presidio (Murder at the Presidio) - film TV (2005)
- Lucky Louie - 13 episodi (2006-2007)
- Whistler - 11 episodi (2007)
- CSI: Miami – serie TV, episodio 7x14 (2009)
- Men of a Certain Age - serie TV, 1 episodio (2010)
- C'è sempre il sole a Philadelphia (It's Always Sunny in Philadelphia) - serie TV, episodio 7x04 (2011)
- Febbre d'amore (The Young and the Restless) - 5 episodi (2011)
- Hawthorne - Angeli in corsia (Hawthorne) - serie TV, episodio 3x08 (2011)
- Law & Order: LA – serie TV, episodio 1x19 (2011)
- Private Practice – serie TV, episodio 5x07 (2011)
- Tyler Perry's House of Payne - sitcom, 1 episodio (2011)
- Rizzoli & Isles - serie TV, episodio 3x12 (2012)
- Southland – serie TV, episodio 5x03 (2013)
- Rake - 10 episodi (2014)
- Castle – serie TV, episodio 7x11 (2015)
- NCIS: Los Angeles - serie TV, episodio 6x14 (2015)
- Switched at Birth - Al posto tuo (Switched at Birth) – serie TV, 20 episodi (2015)
- Greenleaf - 60 episodi (2016-2020)
- Rosewood – serie TV, episodio 2x07 (2016)
- Criminal Minds – serie TV, episodio 13x08 (2017)
- Le regole del delitto perfetto (How to Get Away with Murder) – serie TV, 2 episodi (2018)
- NCIS: New Orleans - serie TV, episodio 6x03 (2019)
- The Good Doctor – serie TV, episodio 3x19 (2020)
- Avvocato di difesa - The Lincoln Lawyer - serie TV, (2022-in corso)
- NCIS: Hawai'i – serie TV, episodio 1x10 (2022)
- SEAL Team - 7 episodi (2022)

### Doppiatrice
- Nascar Racers - 26 episodi (1999-2001)
- Spider-Man (Spider-Man Unlimited) - 13 episodi (1999-2001)
- Alienators: Evolution Continues - 17 episodi (2001-2002)
- Mary-Kate and Ashley in Action! - 7 episodi (2001-2002)
- L'ultimo caso dell'ispettore Gadget (Inspector Gadget's Last Case: Claw's Revenge) - film TV (2002)
- Gadget e Gadgettini (Gadget and the Gadgetinis) - 45 episodi (2003)

## Doppiatrici italiane
Nelle versioni italiano delle opere in cui ha recitato, Kim Hawthorne è stata doppiata da:
- Rachele Paolelli in CSI: Miami[1], Avvocato di Difesa - The Lincoln Lawyer[2]
- Francesca Fiorentini in Criminal Minds[3], Greenleaf[4]
- Giò Giò Rapattoni in The L Word
- Alessandra Korompay in Rake[5]
- Sabine Cerullo in Castle[6]
- Anna Cugini in NCIS: Los Angeles[7]
- Daniela Calò ne Le regole del delitto perfetto[8]
- Daniela Abbruzzese in NCIS: New Orleans[9]
- Ilaria Latini in The Good Doctor[10]